# Coca Guazzini
Coca Guazzini (Ñuñoa, Santiago, 22 de diciembre de 1953) es una actriz chilena, de teatro, cine y televisión.

## Biografía
Nació el 22 de diciembre de 1953 en Ñuñoa, Santiago. Hija de Mario Guazzini Martínez, constructor civil, de ascendencia italiana y de Sylvia Monsalve Cabrera. Es la tercera de cuatro hermanos. Guazzini creció en una casa de clase media en la comuna de Ñuñoa.
Guazzini cursó sus estudios primarios y secundarios en el Saint Gabriel's School en Providencia. En marzo de 1972 ingresó a la carrera de actuación teatral en la Escuela de Teatro de la Universidad de Chile. Sin embargo, en mitad de su segundo año, se produjo el golpe de Estado del 11 de septiembre de 1973 y, posterior dictadura militar de Augusto Pinochet, lo que provocó el cierre temporal de la Escuela de Teatro de la universidad estatal. 
Posteriormente, fue convocada por su profesor Gustavo Meza, con quien pudo continuar y finalizar su formación universitaria.

## Trayectoria
Guazzini debutó profesionalmente en 1975 cuando ingresó al Grupo Teknos en escena de la obra La fierecilla domada (versión chilena de Luis Soto Ramos). En el mismo año, se integró al Teatro Imagen, de Gustavo Meza, junto a Yael Unger, Tennyson Ferrada, Gonzalo Robles y Juan Cuevas.
Debutó en televisión cuando iniciaba la producción masiva de telenovelas con la exitosa producción dramática La Madrastra (1981). Una vez finalizada, participa en varias producciones de Canal 13. Posteriormente se integra el elenco humorístico del exitoso programa Sábado gigante, dónde participa en el sketch Los Eguiguren, en la cual protagonizaba con su personaje Pía Correa, logrando su mayor éxito. Entre 1987 y 1991, Guazzini protagonizó sketches de gran éxito en el programa De chincol a jote, tales como Los Hueseros y Hermosilla y Quintanilla, donde interpretó a la señorita Astrid.
Paralelamente debuta en el cine con el filme Viva el Novio!, dirigido por Gerardo Cáceres.
En 1992 emigra a Televisión Nacional de Chile para participar en el programa humorístico Jaguar Yu.
En 1993 ingresó al Área Dramática  para participar en Ámame, interpretando a la madre de la protagonista. Posteriormente se consolida en telenovelas de Televisión Nacional, interpretando a inolvidables personajes de la televisión chilena, como: Luisa Lineros (Sucupira) y Elena Vergara en (Aquelarre), pero especialmente a la histérica, glamorosa y ambiciosa Ivana Gabor en (Tic Tac).
En 2002 obtuvo el Premio APES como mejor actriz de reparto por su rol en Purasangre, por su rol como Josefina López. En 2006 fue elegida la octava mejor actriz chilena de todos lo tiempos por la lista Chile Elige.
El 1 de marzo de 2016 firmó contrato con Mega tras 25 años en TVN para unirse al área dramática del canal privado.

## Vida personal
En 1973 inició una relación con el actor Gonzalo Robles, a quien conoció en la universidad. La pareja contrajo matrimonio en 1977 y fueron padres de un hijo: Camilo Robles Guazzini (nacido en 1980); arqueólogo. El matrimonio anunció su separación en 1993. Ambos mantuvieron la custodia compartida de su hijo. Posteriormente, Guazzini mantuvo una relación con el también actor Erto Pantoja.

## Filmografía
| Año  | Título                   | Papel            | Director            |
| ---- | ------------------------ | ---------------- | ------------------- |
| 1985 | Sexto A 1965             | Andrómeda        | Claudio Di Girolamo |
| 1990 | ¡Viva el novio!          | Solange Torres   | Gerardo Cáceres     |
| 2002 | Te llamabas Rosicler     | María Ester      | Arnaldo Valsecchi   |
| 2005 | Play                     | Laura            | Alicia Scherson     |
| 2006 | Rojo                     | Susana           | Nicolás Acuña       |
| 2006 | Padre nuestro            | Rosa María       | Rodrigo Sepúlveda   |
| 2006 | La sagrada familia       | Soledad          | Sebastián Campos    |
| 2007 | Normal con alas          | Ester Balmaceda  | Coca Gómez          |
| 2013 | Gloria                   | Luz              | Sebastián Lelio     |
| 2014 | Un concierto inolvidable | Catalina         | Elías Llanos        |
| 2016 | Rara                     | Isabel           | Pepa San Martín     |
| 2018 | Swing                    | Carmen           | Luis Smok           |
| 2022 | Miénteme                 | Alicia Marteloni | Sebastián Schindel  |

## Televisión
| Año  | Título                  | Papel                | Canal               |
| ---- | ----------------------- | -------------------- | ------------------- |
| 1977 | La colorina             | Marcia               | Televisión Nacional |
| 1981 | La madrastra            | Hortensia            | Canal 13            |
| 1982 | Alguien por quien vivir | Graciela             | Canal 13            |
| 1983 | Las herederas           | Teresa Rodríguez     | Canal 13            |
| 1993 | Ámame                   | María Eugenia Zamora | Televisión Nacional |
| 1994 | Rompe corazón           | Elena Montané        | Televisión Nacional |
| 1996 | Sucupira                | Luisa Lineros        | Televisión Nacional |
| 1997 | Tic Tac                 | Ivana Gabor          | Televisión Nacional |
| 1998 | Borrón y cuenta nueva   | Maggie Morán         | Televisión Nacional |
| 1999 | Aquelarre               | Elena Vergara        | Televisión Nacional |
| 2000 | Santo ladrón            | Lucrecia Smith       | Televisión Nacional |
| 2001 | Amores de mercado       | Morgana Attal        | Televisión Nacional |
| 2002 | Purasangre              | Josefina López       | Televisión Nacional |
| 2003 | Pecadores               | Amelia Soto          | Televisión Nacional |
| 2004 | Destinos cruzados       | Flavia Medrano       | Televisión Nacional |
| 2005 | Versus                  | América Gumucio      | Televisión Nacional |
| 2006 | Floribella              | María Laura Möller   | Televisión Nacional |
| 2007 | Amor por accidente      | Rebeca Malbrán       | Televisión Nacional |
| 2008 | Hijos del Monte         | Sofía Cañadas        | Televisión Nacional |
| 2009 | Los ángeles de Estela   | Estela Cox           | Televisión Nacional |
| 2010 | La familia de al lado   | Eva Spencer          | Televisión Nacional |
| 2011 | Aquí mando yo           | Rocío Leighton       | Televisión Nacional |
| 2012 | Separados               | María Isabel Correa  | Televisión Nacional |
| 2014 | El amor lo manejo yo    | Elena Duque          | Televisión Nacional |
| 2015 | Matriarcas              | Grace Peñaloza       | Televisión Nacional |
| 2016 | Ámbar                   | María Inés Riquelme  | Mega                |
| 2018 | Si yo fuera rico        | Yolanda Santander    | Mega                |
| 2021 | La torre de Mabel       | Mercedes Walker      | Canal 13            |
| 2022 | Hasta encontrarte       | Piedad Azócar        | Mega                |
| 2023 | Como la vida misma      | María Luz Ruiz-Tagle | Mega                |

| Año       | Título               | Papel           | Canal               |
| --------- | -------------------- | --------------- | ------------------- |
| 1982      | Una familia feliz    | Paula           | Canal 13            |
| 1996      | Madre e hijo         |                 | Televisión Nacional |
| 1997      | La Buhardilla        | Tsa Tsa         | Televisión Nacional |
| 1998-1999 | Sucupira, la comedia | Luisa Lineros   | Televisión Nacional |
| 1998      | Brigada Escorpión    | Tiffany Valdés  | Televisión Nacional |
| 2015      | Dueños del paraíso   | Felisa Menchaca | Televisión Nacional |

Programas
- 1982: Vamos a ver (Televisión Nacional) como Doña Florinda
- 1982-1987: Sábado gigante (Canal 13) como Pía Correa Gumucio
- 1986: Martes 13 (Canal 13) como Pía Correa Gumucio
- 1987-1991: De chincol a jote (Canal 13)
- 1992-1993: Jaguar Yu (Televisión Nacional)
- 2011: Sin maquillaje (Televisión Nacional)

#### Publicidad
- 1994: Pepsi

## Teatro

### Obras
- 1975: La fierecilla domada, dirigida por Gustavo Meza, Teatro Teknos
- 1976: Educación seximental, dirigida por Enrique Noisvander, Teatro Mistral
- 1976: Topaze, dirigida por Gustavo Meza, Teatro Imagen
- 1976: Te llamabas Rosicler, dirigida por Gustavo Meza, Teatro Imagen
- 1977: Las tres mil palomas y un loro, dirigida por Gustavo Meza, Teatro Imagen
- 1978: El último tren, dirigida por Gustavo Meza, Teatro Imagen
- 1978: Lo crudo, lo cocido y lo podrido, dirigida por Gustavo Meza, Teatro Imagen
- 1979: Testimonio sobre las muertes de Sabina, dirigida por Gustavo Meza, Teatro Imagen
- 1980: Viva Somoza, dirigida por Gustavo Meza, Teatro Imagen
- 1981: La niña madre, dirigida por Gustavo Meza, Teatro Imagen
- 1982: ¿Quién dijo que don Indalicio había muerto?, dirigida por Gustavo Meza, Teatro Imagen
- 1983: Aún tenemos risa, ciudadanos, dirigida por Cristián García-Huidobro
- 1984: La Meka, dirigida por Gustavo Meza, Teatro Imagen
- 1988: Infieles, dirigida por Marco Antonio de la Parra
- 1995: El continente negro, dirigida por Paulina García
- 1996: El seductor, dirigida por Alejandro Goic, Sala Agustín Siré
- 1997: Cartas para Tomás, dirigida por Andrés Pérez
- 2000: MacTV, dirigida por Leonardo Bustos, Palacio de Bellas Artes
- 2002: Susurros de Opium, dirigida por Claudio Rodríguez
- 2003: Las costureras, dirigida por Elsa Poblete, Teatro La Feria.
- 2003: Querida Elena, dirigida por Verónica García-Huidobro
- 2006: Night Mother, dirigida por Álvaro Rudolphy
- 2007: Hedda Gabler, dirigida por Víctor Carrasco
- 2007: Atentados contra su vida, dirigida por Constanza Brieba
- 2009: Apoteosis final: BBB Up, dirigida por Paulina García
- 2010: La casa de los espíritus, dirigida por José Zayas
- 2011-2015: Gladys, dirigida por Elisa Zulueta
- 2013: Aquí están, dirigida por Rodrigo Pérez Müffeler
- 2013: Acassuso, dirigida por Omar Moran, Teatro del Puente
- 2014: La anarquista, dirigida por Claudia Di Girolamo
- 2016: Un minuto feliz, dirigida por Santiago Loza, Centro GAM
- 2018: Todos eran mis hijos, dirigida por Álvaro Viguera, Teatro UC
- 2019: Greta, dirigida por Jorge Díaz
- 2020: Los Eguigurren, dirigida por Cristián García-Huidobro
- 2020: Los días que te amé, dirigida por Natalia Greg, Teatro Nescafé de las Artes
- 2021: Es buena nuestra vida juntas, dirigida por Leonor Lopehandía
- 2021: Gente como nosotros, dirigida por Héctor Morales, CorpArtes
- 2022: Rita, dirigida por Manuel Morgado, Centro Mori
- 2023-2024: No me deje hablando solo, dirigida por Rodrigo Bastidas
- 2023: Hostal Hostalito, dirigida por Roberto Jadue
- 2025: Estampida humana, dirigida por Pablo Manzi. Teatro a Mil.

## Vídeos musicales
| Año  | Título           | Artista    | Dirección           |
| ---- | ---------------- | ---------- | ------------------- |
| 2015 | Paraíso Terrenal | Barto Reus | Diego Fierro-Lablée |

## Premios y nominaciones
- Premio Vea TV: nominada a mejor actriz (1985)
- Premio APES: premio a la mejor actriz de televisión por Purasangre (2002)
- Premio Altazor: nominada a mejor actriz de teatro por Querida Elena (2004)
- Premio Altazor: nominada a mejor actriz de teatro por Night mother (2006)
- Premio Altazor: nominada a mejor actriz de cine por La Sagrada Familia (2007)
- Premio Altazor: nominada a mejor actriz de teatro por Gladys (2012)